# 堀良
堀 良（ほり ひさし、1948年 - ）は、日本の工学者。名古屋商科大学商学部教授（学部長補佐）。東京都出身。

## 経歴

### 学歴
- 1973年（昭和48年）3月 - 北海道工業大学工学部経営工学科卒業（工学士）
- 1981年（昭和56年）3月 - 早稲田大学大学院理工学研究科前期博士課程修了（工学修士:社会システム工学・安全システム ）

### 職歴
- 2001年（平成13年）4月 - 名古屋商科大学総合経営学部教授
- 2007年（平成19年）4月 - 名古屋商科大学マーケティング学部マーケティング学科教授
- 2010年（平成22年）4月 - 名古屋商科大学商学部マーケティング学科教授

## 専門（研究・活動内容等）

### 研究概要

#### 研究分野
- 商学
- マーケティング

#### 研究テーマ
- 情報化とマーケティング

## 所属学会
- 日本経営工学会
- 日本オペレーションズ・リサーチ学会
- 日本商業学会

## 著書
- システムと行動（共著） （泉文堂:1983年）
- 現代商業学の現状と課題（共著） （商学研究社:1993年）
- 経済・経営・商学系のMacintosh入門（共著） （講談社:1994年） ―ISBN 4061539310
- サービス・マーケティング戦略の新展開 (再版)（共著） （ぎょうせい:1999年） ―ISBN 4324030367
- IT革命時代のサービス・マーケティング（共著）（ぎょうせい:2002年） ―ISBN 4-324-06757-0